# Anasaitis perplexus
Espèce
Synonymes
- Prostheclina perplexa Peckham & Peckham, 1901
- Maeotella perplexa (Peckham & Peckham, 1901)

Anasaitis perplexus est une espèce d'araignées aranéomorphes de la famille des Salticidae.

## Distribution
Cette espèce est endémique des Antilles. Elle se rencontre en Jamaïque et à Hispaniola.

## Description
Le mâle syntype mesure 5 mm et la femelle syntype 5 mm.
Le mâle décrit par Bryant en 1950 mesure 4,5 mm et la femelle 5,1 mm.

## Systématique et taxinomie
Cette espèce a été décrite sous le protonyme Prostheclina perplexa par en . Elle est placée dans le genre Maeotella par Bryant en 1950 puis dans le genre Anasaitis par Zhang et Maddison en 2015.

## Publication originale
- Peckham & Peckham, 1901 : « On spiders of the family Attidae found in Jamaica. » Proceedings of the Zoological Society of London, vol. 1901, no 2, p. 6-16 (texte intégral).